# Diocesi di Gap-Embrun

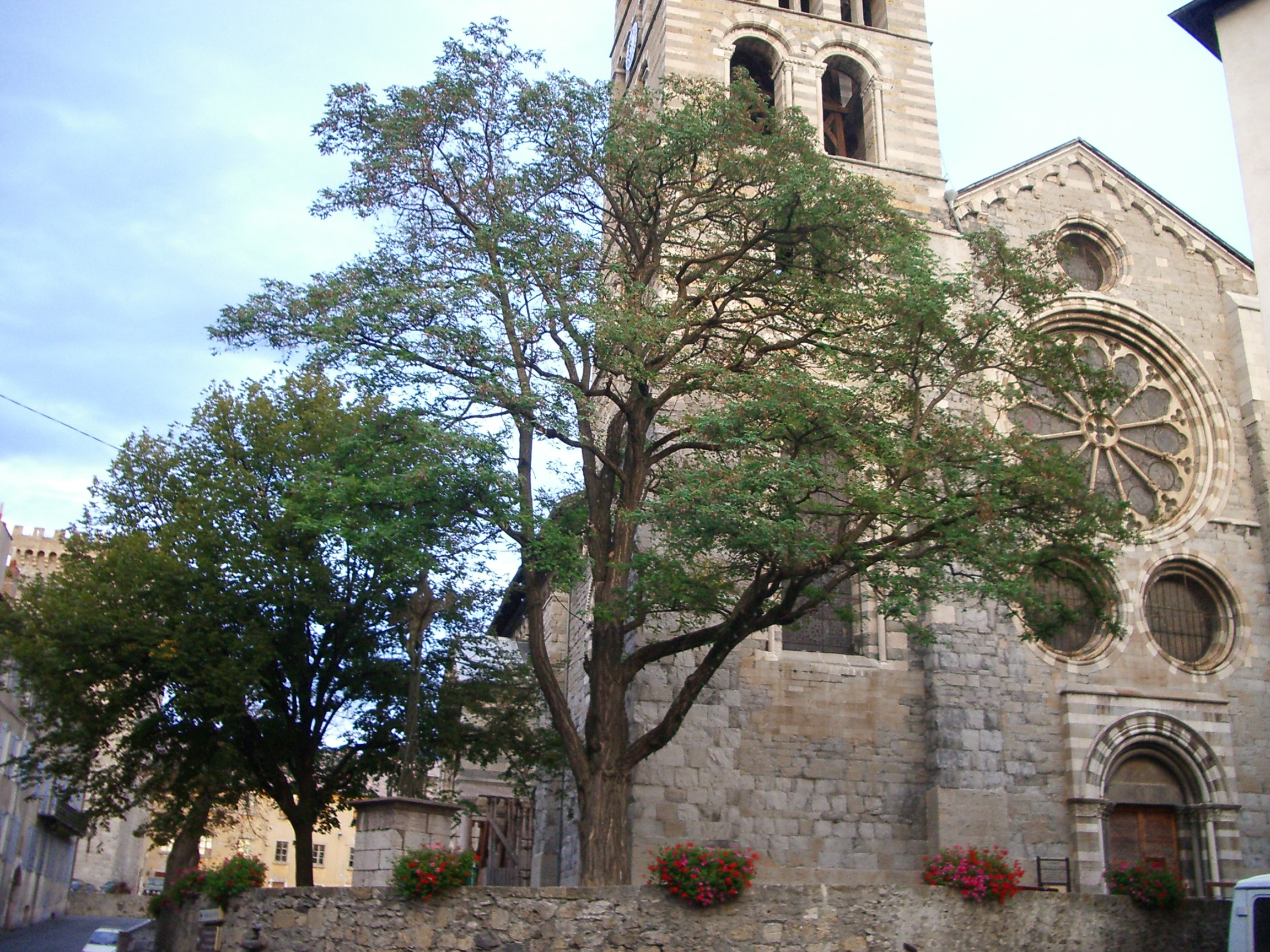
Embrun, concattedrale di Notre-Dame du Réal

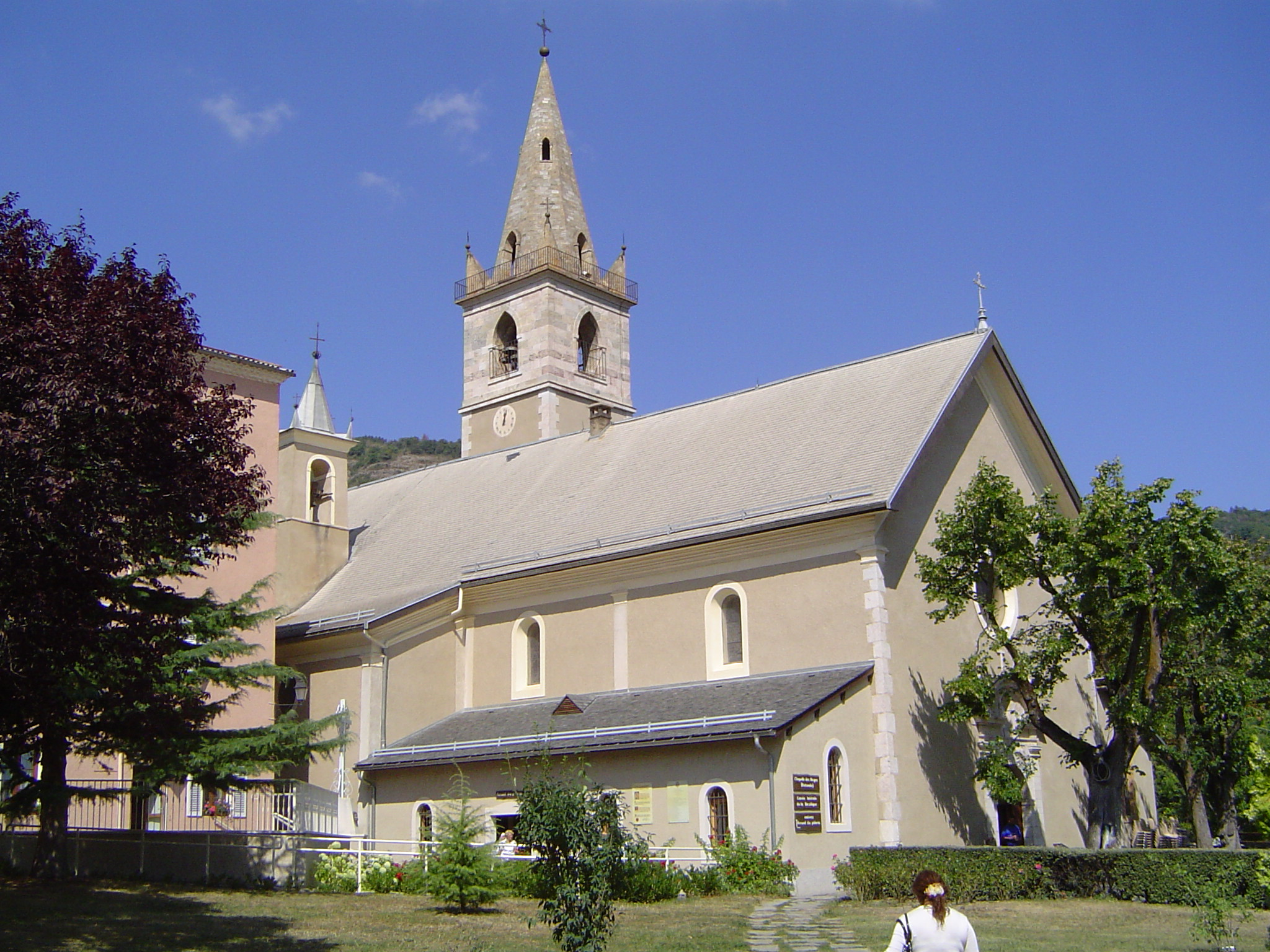
La basilica di Nostra Signora del Laus, costruita sul luogo di una serie di apparizioni che sarebbero avvenute nel 1664.

La diocesi di Gap-Embrun (in latino Dioecesis Vapincensis-Ebrodunensis) è una sede della Chiesa cattolica in Francia suffraganea dell'arcidiocesi di Marsiglia. Nel 2023 contava 122.600 battezzati su 142.700 abitanti. È retta dal vescovo Xavier Malle.

## Territorio
La diocesi comprende il dipartimento francese delle Alte Alpi.
Sede vescovile è la città di Gap, dove si trova la cattedrale di Nostra Signora Assunta e Sant'Arnolfo. A Embrun si trova la concattedrale di Notre-Dame du Réal. A Saint-Étienne-le-Laus sorge la basilica minore di Nostra Signora del Laus.
Il territorio, suddiviso in 170 parrocchie, è organizzato in 3 arcipreture e 8 decanati:
- arcipretura Saint-Arnoux, composta dai decanati del Gapençais, di Chorges-L'Avance, della Durance e del Champsaur-Valgaudemar;
- arcipretura Saint-Arey, costituita dal decanato del Buëch-Dévoluy;
- arcipretura Saint-Marcellin, che comprende i decanati dell'Embrunais-Savinois, del Guillestrois-Queyras e del Briançonnais.

## Storia
La diocesi fu eretta probabilmente nel V secolo. Tuttavia, prima del vescovo Costanzo, documentato dal 517 al 529, i nomi dei vescovi non godono di sufficienti riscontri documentali e sono attestati unicamente da fonti agiografiche. Originariamente la diocesi risulta essere suffraganea dell'arcidiocesi di Aix.
Nei primi secoli emerge la figura di sant'Aredio, che organizzò la diocesi in parrocchie, stabilì una residenza episcopale ed accolse i missionari che Gregorio Magno inviò in Britannia per l'evangelizzazione degli Angli e dei Sassoni. Importante nell'XI secolo l'episcopato di sant'Arnoux, che estirpò la simonia e la corruzione che avevano caratterizzato il suo predecessore; è venerato come santo patrono della diocesi.
Nel 1220, mentre era ancora vivo san Francesco, i francescani fondarono un convento nella città di Gap, seguiti un secolo dopo dai domenicani.
Nel XVI secolo la Riforma protestante provocò nella diocesi disordini e violenze, tanto che nel 1562 la città fu incendiata. In seguito i predicatori ugonotti e i loro seguaci troveranno rifugio a Ginevra. Il vescovo Gabriel de Clermont aderì al calvinismo e per questo venne deposto.
Nel 1664 sarebbe incominciata una serie di apparizioni mariane nel santuario di Nostra Signora del Laus che ebbe termine soltanto nel 1718.
Nel XVIII secolo si distinse il vescovo François de Malissoles, che seppe efficacemente contrastare il giansenismo. L'ultimo vescovo prima della soppressione, François de Vareille, morì in esilio, senza aver accettato di presentare alla Santa Sede le dimissioni dal governo della diocesi.
In seguito al concordato con la bolla Qui Christi Domini di papa Pio VII del 29 novembre 1801 la diocesi fu soppressa e il suo territorio fu diviso fra le diocesi di Digne e di Grenoble.
Nel giugno 1817 fra Santa Sede e governo francese fu stipulato un nuovo concordato, cui fece seguito il 27 luglio la bolla Commissa divinitus, con la quale il papa restaurava la sede di Gap. Tuttavia, poiché il concordato non entrò in vigore in quanto non ratificato dal Parlamento di Parigi, questa erezione non ebbe effetto.
Il 6 ottobre 1822 in forza della bolla Paternae charitatis del medesimo papa Pio VII la diocesi fu definitivamente ristabilita come suffraganea di Aix sul territorio dell'antica diocesi, a cui si aggiunse la maggior parte dell'arcidiocesi di Embrun, che era stata soppressa nel 1801.
Nel corso del XIX secolo molti sacerdoti originari della diocesi divennero missionari, svolgendo il loro apostolato in tutte le parti del mondo; tra questi Jacques Chastan, missionario della Società per le missioni estere di Parigi, martire in Corea e canonizzato nel 1984. Si ricordano inoltre Jean-Hippolyte Gondre, secondo fondatore dei Fratelli del Sacro Cuore, dichiarato venerabile nel 1984; e Pier Giuliano Eymard fondatore della Congregazione del Santissimo Sacramento, canonizzato nel 1962.
Tra il 1866 e il 1904 fu costruita la nuova cattedrale della diocesi, in sostituzione di quella medievale caduta in rovina, che venne consacrata nel 1895, prima della fine dei lavori.
L'8 dicembre 2002, con la riorganizzazione delle circoscrizioni diocesane francesi, entrò a far parte della provincia ecclesiastica di Marsiglia.
Il 31 dicembre 2007 ai vescovi di Gap fu unito il titolo di Embrun: di questo avvenimento fu dato solenne annuncio durante la Messa crismale del 18 aprile 2008, celebratasi straordinariamente nella concattedrale di Embrun.
Il 4 maggio 2008 il vescovo Jean-Michel di Falco emanò un decreto di riconoscimento del carattere soprannaturale degli eventi di Nostra Signora del Laus.
Il 5 luglio 2022 ha assunto il nome attuale.

## Cronotassi dei vescovi
Si omettono i periodi di sede vacante non superiori ai 2 anni o non storicamente accertati.
- San Demetrio † (fine del I secolo)
- San Teridio (o Tigride) † (IV secolo)
- San Remedio (o Remigio) † (IV secolo)[6]
- San Costantino † (prima del 439 - dopo il 450)[7]
- Costanzo † (prima del 517 - dopo il 529)[8]
- Vellesio † (prima del 541 - dopo il 554)
- Sagittario † (prima del 570 - 579 deposto)
- Sant'Aredio † (prima del 584 - dopo il 608 circa)
- Valatone † (menzionato nel 614)
- Potentissimo † (menzionato nel 650)
- Sinforiano † (inizio VIII secolo)[9]
- Donadio † (menzionato nel 788 o 791)
- Biraco † (prima dell'876 - dopo l'879)
- Casto † (menzionato nel 950)
- Ugo I † (prima del 971 - dopo il 988)
- Feraud † (prima del 1010 - dopo il 1040)[10]
- Rodolphe † (menzionato nel 1044)
- Ripert † (prima del 1055 - dopo settembre 1061 deposto)[11]
- Sant'Arnoux, O.S.B. † (dopo maggio 1063 - 19 settembre circa 1070/1079 deceduto)[12]
- Laugier I † (prima di marzo 1079 - dopo il 1081[13]
- Odilon † (menzionato nel 1085 circa)
- Isoard † (menzionato a maggio 1105)[14]
- Laugier II † (prima di ottobre 1106 - dopo ottobre 1121 deceduto)
- Pierre Grafinel † (dopo luglio 1122 - dopo agosto 1129 deceduto)
- Guillaume I † (gennaio/marzo 1131 - 2 novembre 1149 deceduto)
- Raimond † (circa 1150 - 1156 o 1157 deceduto)
- Grégoire † (1157 - 1180 deceduto)
- Guillaume II † (prima di novembre 1180 - dopo il 1188)
- Frédéric † (menzionato nel 1198)
- Guillaume de Gières † (circa 1199 - dopo il 1211 deceduto)
- Hugues II † (prima del 1215 - 10 febbraio 1217 nominato arcivescovo di Arles)
- Guigues † (dopo il 19 luglio 1217 - dopo giugno 1219 deceduto o dimesso)
- Guillaume d'Esclapon, O.S.B. † (circa settembre 1219 - dopo il 26 giugno 1235 deceduto)
- Robert † (1235 - 14 febbraio 1251 deceduto)
- Othon de Grasse † (prima del 20 luglio 1251 - dopo il 1º maggio 1281 deceduto)
- Raimond de Mévouillon, O.P. † (3 giugno 1282 - 4 ottobre 1289 nominato arcivescovo di Embrun)
- Geofroi de Lincel † (26 novembre 1289 - 6 giugno 1315 deceduto)
- Olivier de Laye † (prima del 10 novembre 1315 - dopo il 28 febbraio 1316 deceduto)
- Bertrand de Lincel † (settembre 1316 - 4 febbraio 1318 deceduto)
- Guillaume d'Étienne † (13 marzo 1318 - 29 agosto 1328 deceduto)
- Dragonnet de Montauban † (31 agosto 1328 - febbraio/marzo 1349 deceduto)
- Henri de Poitiers † (11 maggio 1349 - 13 marzo 1353 nominato vescovo di Troyes)
- Gilbert de Mendegaches † (30 gennaio 1353 - 21 agosto 1357 nominato vescovo di Lodève)
- Jacques de Deaux † (21 agosto 1357 - 6 aprile 1362 nominato vescovo di Nîmes)
- Guillaume Fournier di Marcossey † (10 giugno 1362 - 10 aprile 1366 nominato vescovo di Ginevra)
- Jacques Artaud † (10 aprile 1366 - agosto 1399 deceduto)
- Raimond de Bar † (14 ottobre] 1399 - 17 dicembre 1404 nominato vescovo di Montauban)
- Jean des Saints † (17 dicembre 1404 - 20 agosto 1409 nominato vescovo di Meaux)
- Antoine Juvénis † (1409 - giugno 1411 deceduto)
- Alessio da Seregno, O.F.M. † (20 agosto 1409 - 27 agosto 1411 nominato vescovo di Piacenza)
- Léger Saporis d'Eyragues † (27 agosto 1411 - 11 febbraio 1429 nominato vescovo di Maguelone)
- Guillaume de Forestier † (11 febbraio 1429 - agosto 1442 deceduto)
- Gaucher de Forcalquier † (17 dicembre 1442 - 6 ottobre 1484 deceduto)
- Gabriel de Sclafanatis † (13 ottobre 1484 - 11 novembre 1526 deceduto)
- Gabriel de Clermont † (18 febbraio 1527 - 1571 deposto)
- Pierre Paparin † (27 agosto 1572 - 1º agosto 1600 deceduto)
- Charles-Salomon du Serre † (30 agosto 1600 - 16 maggio 1637 deceduto)
- Arthur de Lionne † (11 aprile 1639 - 1662 dimesso)
- Pierre Marion † (26 giugno 1662 - 25 agosto 1675 deceduto)
- Guillaume de Meschatin † (24 maggio 1677 - 2 febbraio 1679 deceduto)
- Victor-Augustin Méliand † (27 maggio 1680 - 7 luglio 1692 nominato vescovo di Alet)
- Charles-Béningne Hervé † (15 ottobre 1692 - prima del 15 novembre 1706 dimesso)
- François de Malissoles † (15 novembre 1706 - 21 settembre 1738 deceduto)
- Claude de Cabane † (22 giugno 1739 - 10 settembre 1741 deceduto)
- Jacques-Marie de Caritat de Condorcet † (20 dicembre 1741 - 16 dicembre 1754 nominato vescovo di Auxerre)
- Pierre-Annet de Pérouse † (17 febbraio 1755 - 18 luglio 1763 deceduto)
- François de Narbonne Lara † (20 febbraio 1764 - 18 aprile 1774 nominato vescovo di Évreux)
- François de Jouffroy † (28 febbraio 1774 - 28 marzo 1778 dimesso)[15]
- Jean-Baptiste-Marie de Maillé de la Tour-Landry † (30 marzo 1778 - 20 giugno 1784 dimesso)[16]
- François de Vareille † (25 giugno 1784 - 1815 dimesso)[17]
  - Sede soppressa (1801-1822)
- François-Antoine Arbaud † (16 maggio 1823 - 27 marzo 1836 deceduto)
- Nicolas-Augustin de la Croix d'Azolette † (19 maggio 1837 - 27 aprile 1840 nominato arcivescovo di Auch)
- Louis Rossat † (14 dicembre 1840 - 17 giugno 1844 nominato vescovo di Verdun)
- Jean-Irénée Depéry † (17 giugno 1844 - 9 dicembre 1861 deceduto)
- Victor-Félix Bernadou † (7 aprile 1862 - 12 luglio 1867 nominato arcivescovo di Sens)
- Aimé-Victor-François Guilbert † (20 settembre 1867 - 22 settembre 1879 nominato vescovo di Amiens)
- Marie-Ludovic Roche † (22 settembre 1879 - 6 ottobre 1880 deceduto)
- Jean-Baptiste-Marie-Simon Jacquenet † (13 maggio 1881 - 27 marzo 1884 nominato vescovo di Amiens)
- Louis-Joseph-Jean-Baptiste-Léon Gouzot † (27 marzo 1884 - 26 maggio 1887 nominato arcivescovo di Auch)
- Jean-Alphonse Blanchet † (26 maggio 1887 - 19 maggio 1888 deceduto)
- Prosper-Amable Berthet † (27 maggio 1889 - 25 ottobre 1914 deceduto)
- Gabriel-Roch de Llobet † (22 gennaio 1915 - 16 gennaio 1925 nominato arcivescovo coadiutore di Avignone[18])
- Jules-Géraud Saliège † (29 ottobre 1925 - 6 dicembre 1928 nominato arcivescovo di Tolosa)
- Camille Pic † (17 dicembre 1928 - 16 agosto 1932 nominato vescovo di Valence)
- Auguste-Callixte-Jean Bonnabel † (16 agosto 1932 - 13 febbraio 1961 dimesso[19])
- Georges Jacquot † (13 febbraio 1961 succeduto - 1º novembre 1966 nominato arcivescovo di Marsiglia)
- Robert-Joseph Coffy † (11 febbraio 1967 - 15 giugno 1974 nominato arcivescovo di Albi)
- Pierre Bertrand Chagué † (18 gennaio 1975 - 1º ottobre 1980 deceduto)
- Raymond Gaston Joseph Séguy † (14 ottobre 1981 - 31 luglio 1987 nominato vescovo di Autun)
- Georges Lagrange † (11 luglio 1988 - 18 novembre 2003 dimesso)
- Jean-Michel di Falco (18 novembre 2003 - 8 aprile 2017 ritirato)
- Xavier Malle, dall'8 aprile 2017

## Statistiche
La diocesi nel 2023 su una popolazione di 142.700 persone contava 122.600 battezzati, corrispondenti all'85,9% del totale.
| anno | popolazione | popolazione | popolazione | presbiteri | presbiteri | presbiteri | presbiteri                | diaconi | religiosi | religiosi | parrocchie |
| anno | battezzati  | totale      | %           | numero     | secolari   | regolari   | battezzati per presbitero | diaconi | uomini    | donne     | parrocchie |
| ---- | ----------- | ----------- | ----------- | ---------- | ---------- | ---------- | ------------------------- | ------- | --------- | --------- | ---------- |
| 1950 | 80.000      | 85.000      | 94,1        | 156        | 153        | 3          | 512                       |         |           | 475       | 201        |
| 1969 | 89.000      | 92.000      | 96,7        | 135        | 128        | 7          | 659                       |         | 7         | 240       | 63         |
| 1980 | 83.300      | 103.700     | 80,3        | 112        | 104        | 8          | 743                       |         | 10        | 246       | 202        |
| 1990 | 95.700      | 112.000     | 85,4        | 96         | 89         | 7          | 996                       | 1       | 7         | 178       | 202        |
| 1999 | 96.900      | 114.500     | 84,6        | 99         | 82         | 17         | 978                       | 1       | 23        | 147       | 202        |
| 2000 | 100.000     | 121.419     | 82,4        | 91         | 76         | 15         | 1.098                     | 2       | 31        | 144       | 202        |
| 2001 | 100.000     | 121.253     | 82,5        | 92         | 76         | 16         | 1.086                     | 2       | 30        | 139       | 202        |
| 2002 | 100.000     | 121.253     | 82,5        | 86         | 72         | 14         | 1.162                     | 4       | 28        | 143       | 202        |
| 2003 | 100.000     | 121.253     | 82,5        | 86         | 71         | 15         | 1.162                     | 4       | 29        | 142       | 202        |
| 2004 | 100.000     | 121.253     | 82,5        | 86         | 69         | 17         | 1.162                     | 4       | 31        | 142       | 202        |
| 2006 | 114.000     | 126.800     | 89,9        | 72         | 64         | 8          | 1.583                     | 4       | 11        | 137       | 202        |
| 2013 | 121.300     | 141.500     | 85,7        | 59         | 51         | 8          | 2.055                     | 8       | 9         | 85        | 188        |
| 2016 | 119.764     | 139.279     | 86,0        | 55         | 47         | 8          | 2.177                     | 9       | 9         | 68        | 185        |
| 2019 | 121.300     | 141.107     | 86,0        | 49         | 44         | 5          | 2.475                     | 13      | 5         | 66        | 185        |
| 2021 | 121.700     | 141.576     | 86,0        | 51         | 43         | 8          | 2.386                     | 15      | 9         | 72        | 169        |
| 2023 | 122.600     | 142.700     | 85,9        | 62         | 51         | 11         | 1.977                     | 15      | 12        | 66        | 170        |